# Гельб, Игнас
Игнас (Игнаций) Джей Гельб (англ. Ignace Jay Gelb; 14 октября 1907, Тарнау, Королевство Галиции и Лодомерии, Австро-Венгрия — 22 декабря 1985, Чикаго, США) — американский лингвист польского происхождения, ассириолог, главной заслугой которого является попытка создать общую теорию развития письменности (грамматология).
Востоковедением заинтересовался под влиянием романа Мора Йокаи, в котором герой отправляется в Среднюю Азию в поисках прародины венгров. Получил степень доктора в Римском университете «Ла Сапьенца» в 1929 году (диссертация «Древнейшая история Малой Азии»), учился у профессора Дж. Леви делла Вида, после чего получил должность профессора ассириологии в Чикагском университете, которую занимал до самой смерти.
Основная идея Гельба состояла в том, что письменности проходят в своём развитии одни и те же этапы — от логографии до алфавитного письма. Теория Гельба подверглась критике за упрощенческий подход и игнорирование многочисленных исключений. Гельбу принадлежит ряд ошибочных идей, в частности, что письменность майя являлась чисто рисуночной и не являлась настоящим письмом (гипотеза опровергнута дешифровкой Ю. В. Кнорозова).

## Сочинения
- Гельб И. Е. Опыт изучения письма (Основы грамматологии) / Пер. с англ. Л. С. Горбовицкой, И. М. Дунаевской; ред. и предисл. И. М. Дьяконова. — М.: Радуга, 1982. — 366 с. (2-е изд. — Едиториал УРСС, 2004. — 368 с.)
- Гельб Игнас Джей. История письменности. От рисуночного письма к полноценному алфавиту / Пер. с англ. Т. М. Шуликовой. — М.: ЗАО «Центрполиграф», 2017. — 288 с.: ил. — Серия «Занимательная наука». — ISBN 978-5-9524-5270-1.